# Krig & fred & country music
Krig & fred & country music är ett album från 1982 av Anders F Rönnblom.

## Låtlista
1. Långfingret - 3:07
2. Dimman ligger tät - 3:25
3. Europa brinner - 3:12
4. Doften av terror - 1:29
5. Tusen bomber och en cha-cha-cha - 3:42
6. Svart regnbåge - 3:08
7. Barnen från Berlin - 2:11
8. Det är inte Rock'n'Roll längre - 3:12
9. Krig & fred & country music - 6:02
10. Rockabilly Baby With A Hard-On - 2:05
11. Om du blir torsk nån gång - 4:47
12. Den anonyma kärleken - 2:22
13. Alla är vi förlorare - 3:55
14. Fredsblomma mot huden - 1:37
15. Långtid - 2:54
16. Ulla Hau (Live) - 5:55 (Bonusspår på F-box utgivningen)